# 烏羅府
烏羅府是明代貴州所屬的一個府，永樂十一年二月置，領朗溪蠻夷長官司，烏羅、答意、治古、平頭著可四長官司，正統三年五月廢，以烏羅、平頭著可隸銅仁，以朗溪隸思南。其轄地在今貴州省銅仁、思南一帶地方。